# Chi vuol essere milionario?
Chi vuol essere milionario? (intitolato Chi vuol essere miliardario? fino al 2001) è un programma televisivo italiano di genere game show, in onda su Canale 5 dal 22 maggio 2000 con la conduzione di Gerry Scotti. È la versione italiana del format inglese Who Wants To Be a Millionaire?, prodotto dalla trasmittente ITV e da Celador e trasmesso in più di 170 stati del mondo. Le musiche (uguali in tutte le versioni internazionali) sono state composte da Matthew e Keith Strachan e Ramon Covalo.
In Italia è andato in onda nella fascia preserale (e per alcuni periodi anche in prima serata) per 12 edizioni, dal 2000 al 2011 e in prima serata per 3 edizioni, dal 2018 al 2020 per un totale di 15 edizioni. 
A fine 2023 si vociferò un trasloco del programma su LA7 con la conduzione di Fedez ma, in seguito al fallimento delle trattative, Mediaset rinnovò i diritti nel 2024 annunciando la sedicesima edizione.
Con 1690 puntate, tutte condotte da Gerry Scotti (che per questo motivo è entrato nel Guinness dei primati per aver presentato il maggior numero di puntate del format) è uno dei quiz più longevi della televisione italiana.
Il programma ha avuto anche uno spin-off dal titolo 50-50, andato in onda nel 2008, condotto anch'esso da Gerry Scotti ed ispirato a uno degli aiuti del format.

## Storia
Il gioco è ispirato a un famoso quiz radiofonico statunitense degli anni cinquanta, intitolato The $64,000 Question, ed è probabilmente uno dei pochi show in cui le modalità di gioco sono uguali in tutti i paesi in cui viene trasmesso (ad eccezione, ovviamente, dei premi, in virtù della moneta utilizzata nei vari paesi, dei soggetti delle domande e degli aiuti).
Il programma approda in Italia, dove la conduzione viene affidata a Gerry Scotti, il 22 maggio 2000, con il titolo Chi vuol essere miliardario?, venendo proposto come un comune quiz televisivo, per tre settimane di programmazione giornaliera in preserale per un totale di 18 puntate fino al 10 giugno 2000, alternandosi al game show Passaparola. Nella puntata del 15 novembre 2000 ottiene il suo ascolto più alto, nella fascia del preserale, con 7 169 000 telespettatori (32,46% di share). In termini di share ottiene il 37,34% nella puntata del 7 giugno 2000. Questo comune quiz televisivo come viene proposto, nel giro di pochi anni, si converte un fenomeno televisivo, simbolo del preserale di Canale 5 degli anni 2000, attraendo dei veri e propri numeri di auditel da prima serata.
All'alba del 2002, in concomitanza con l'avvento dell'euro, il titolo diventa Chi vuol essere milionario? risultando aderente alla nuova realtà monetaria europea e comporta una modifica alle vincite, con il montepremi massimo che passa da un miliardo di lire ad un milione di euro (quasi 2 miliardi di lire). Da quel momento il quiz va in onda con maggior frequenza in ogni stagione, prima con serie di sole 12, 18 o 24 puntate e alcune speciali ogni domenica in prima serata, per poi tornare in onda dal lunedì al sabato nella fascia preserale, fino a coprire quasi tutta la stagione televisiva. Dal 14 gennaio 2007 va in onda in preserale anche la domenica.
Il 24 maggio 2010 va in onda una puntata speciale in occasione del decimo anniversario del programma, la nº 1291. In questa puntata torna in studio Giuseppe Scala, il primo concorrente della storia della versione italiana del quiz.
Il 29 luglio 2011, dopo 11 anni di messa in onda, il programma chiude per bassi ascolti, data anche la forte concorrenza (soprattutto de L'eredità, condotto da Carlo Conti in quel periodo), venendo sostituito dalla stagione successiva da Avanti un altro! e dai vari game show condotti dallo stesso Gerry Scotti negli anni a seguire (tra cui The Money Drop, Caduta libera, The Wall, Conto alla Rovescia e La Ruota della fortuna).
Nel corso del 2017, durante una puntata domenicale del suo nuovo quiz Caduta libera, Gerry Scotti rivelò la sua volontà di riproporre il programma. Dopo sette anni di pausa, il programma è tornato in onda in prima serata dal 7 dicembre 2018 in un'edizione celebrativa del ventesimo anniversario del format per 12 puntate fino al 14 marzo 2019. Dal 22 gennaio al 4 marzo 2020 è andata in onda la quattordicesima edizione, seguita dalla quindicesima edizione in onda dal 10 settembre al 5 novembre. La sedicesima edizione, annunciata nel maggio 2024 e registrata nel dicembre dello stesso anno, era inizialmente prevista per maggio 2025 ma è stata poi posticipata all'autunno 2025.
Le registrazioni, nel corso degli anni, si sono alternate tra il Michelangelo Studio di Cologno Monzese, di proprietà dello stesso conduttore Gerry Scotti, dal 22 maggio 2000 al 14 dicembre 2008 e dal 10 settembre al 5 novembre 2020, e lo studio 20 del Centro di produzione Mediaset di Cologno Monzese dal 30 marzo 2009 al 29 luglio 2011. La tredicesima e la quattordicesima edizione, invece, sono state registrate in Polonia, nello studio della versione locale del quiz, dal 7 dicembre 2018 al 4 marzo 2020. La sedicesima edizione è stata invece registrata presso gli studi Le Robinie, sempre a Cologno Monzese nel dicembre 2024.
Alla fine del 2023, fu annunciato che LA7 era in trattative per acquistare i diritti del game show, con una nuova edizione prevista per gennaio 2024 con Fedez alla conduzione. Nel marzo 2024 però le trattative fallirono e Mediaset rinnovò i diritti con l'annuncio, nel maggio 2024, della sedicesima edizione del programma.

### Variazioni nel format
I primi aggiornamenti del gioco in Italia si hanno nel 2002 (nelle puntate preserali ogni concorrente ha una settimana per provare a entrare in gioco partecipando alla gara del dito più veloce) e nel 2007 (con l'introduzione del quarto aiuto, lo Switch, che cambia la domanda con un'altra di uguale difficoltà).
Il 14 gennaio 2008 cambia la scaletta dei premi, che diventano più ricchi (ad eccezione della domanda nº 11), lasciando invariate le ultime quattro domande (dai 70000 € al milione).
Dal 15 dicembre 2008 al 29 marzo 2009 va in onda un'edizione straordinaria in cui cambiano delle regole (c'è un tempo massimo per rispondere alle domande e l'unico aiuto presente è il passo). Il 30 marzo 2009 torna l'edizione classica con due cambiamenti: la rimozione sia del quarto aiuto sia della prova del dito più veloce.
Il 6 settembre 2010, con l'inizio della dodicesima edizione (andata in onda anche in estate), viene introdotta un'ulteriore novità: scompaiono i traguardi intermedi fissi e viene offerto un unico traguardo intermedio posizionato a discrezione del concorrente, che garantisce la vincita. Se il concorrente non supera il traguardo da lui stesso fissato, non vince nulla.
Nella tredicesima edizione i traguardi tornano due, uno fisso a 3000 €, corrispondente alla quinta risposta esatta, ed un altro scelto dal concorrente. Vengono inoltre introdotti due nuovi aiuti: il Chiedilo a Gerry e l'Aiuto dell'esperto che sostituisce la Telefonata a casa.
Nella quattordicesima edizione l'Aiuto del pubblico viene sostituito con lo Switch, utilizzato in passato fino al 14 dicembre 2008.

## Edizioni
| Edizione | Periodo           | Periodo         | Conduzione   | Puntate   | Puntate      | Regia              | Regia              | Studio                                                         | Studio                                                         |
| Edizione | Inizio            | Fine            | Conduzione   | Preserale | Prima serata | Regia              | Regia              | Studio                                                         | Studio                                                         |
| -------- | ----------------- | --------------- | ------------ | --------- | ------------ | ------------------ | ------------------ | -------------------------------------------------------------- | -------------------------------------------------------------- |
| 1ª       | 22 maggio 2000    | 10 giugno 2000  | Gerry Scotti | 18        | –            | Giancarlo Giovalli | Giancarlo Giovalli | Michelangelo Studio, Cologno Monzese                           | Michelangelo Studio, Cologno Monzese                           |
| 2ª       | 23 ottobre 2000   | 12 maggio 2001  | Gerry Scotti | 42        | 15           | Giancarlo Giovalli | Giancarlo Giovalli | Michelangelo Studio, Cologno Monzese                           | Michelangelo Studio, Cologno Monzese                           |
| 3ª       | 16 settembre 2001 | 25 maggio 2002  | Gerry Scotti | 42        | 15           | Giancarlo Giovalli | Giancarlo Giovalli | Michelangelo Studio, Cologno Monzese                           | Michelangelo Studio, Cologno Monzese                           |
| 4ª       | 22 settembre 2002 | 10 maggio 2003  | Gerry Scotti | 54        | 10           | Giancarlo Giovalli | Giancarlo Giovalli | Michelangelo Studio, Cologno Monzese                           | Michelangelo Studio, Cologno Monzese                           |
| 5ª       | 1º settembre 2003 | 13 giugno 2004  | Gerry Scotti | 24        | 9            | Giancarlo Giovalli | Giancarlo Giovalli | Michelangelo Studio, Cologno Monzese                           | Michelangelo Studio, Cologno Monzese                           |
| 6ª       | 3 ottobre 2004    | 11 giugno 2005  | Gerry Scotti | 132       | 9            | Giancarlo Giovalli | Giancarlo Giovalli | Michelangelo Studio, Cologno Monzese                           | Michelangelo Studio, Cologno Monzese                           |
| 7ª       | 9 gennaio 2006    | 10 giugno 2006  | Gerry Scotti | 131       | 1            | Giancarlo Giovalli | Giancarlo Giovalli | Michelangelo Studio, Cologno Monzese                           | Michelangelo Studio, Cologno Monzese                           |
| 8ª       | 4 dicembre 2006   | 6 maggio 2007   | Gerry Scotti | 149       | –            | Giancarlo Giovalli | Giancarlo Giovalli | Michelangelo Studio, Cologno Monzese                           | Michelangelo Studio, Cologno Monzese                           |
| 9ª       | 24 settembre 2007 | 20 aprile 2008  | Gerry Scotti | 175       | –            | Giancarlo Giovalli | Giancarlo Giovalli | Michelangelo Studio, Cologno Monzese                           | Michelangelo Studio, Cologno Monzese                           |
| 10ª      | 8 settembre 2008  | 7 giugno 2009   | Gerry Scotti | 273       | –            | Giancarlo Giovalli | Giuliano Forni     | Michelangelo Studio, Cologno Monzese                           | Studio 20 del Centro di produzione Mediaset di Cologno Monzese |
| 11ª      | 31 agosto 2009    | 6 giugno 2010   | Gerry Scotti | 252       | –            | Giancarlo Giovalli | Giancarlo Giovalli | Studio 20 del Centro di produzione Mediaset di Cologno Monzese | Studio 20 del Centro di produzione Mediaset di Cologno Monzese |
| 12ª      | 6 settembre 2010  | 29 luglio 2011  | Gerry Scotti | 327       | –            | Giancarlo Giovalli | Giancarlo Giovalli | Studio 20 del Centro di produzione Mediaset di Cologno Monzese | Studio 20 del Centro di produzione Mediaset di Cologno Monzese |
| 13ª      | 7 dicembre 2018   | 14 marzo 2019   | Gerry Scotti | –         | 12           | Giancarlo Giovalli | Giancarlo Giovalli | Studi TVN, Varsavia (Polonia)                                  | Studi TVN, Varsavia (Polonia)                                  |
| 14ª      | 22 gennaio 2020   | 4 marzo 2020    | Gerry Scotti | –         | 6            | Giancarlo Giovalli | Giancarlo Giovalli | Studi TVN, Varsavia (Polonia)                                  | Studi TVN, Varsavia (Polonia)                                  |
| 15ª      | 10 settembre 2020 | 5 novembre 2020 | Gerry Scotti | –         | 9            | Giancarlo Giovalli | Giancarlo Giovalli | Michelangelo Studio, Cologno Monzese                           | Michelangelo Studio, Cologno Monzese                           |

## Audience
| Edizione | Rete televisiva | Anno      | Stagione          | Programmazione | Programmazione | Programmazione | Programmazione | Programmazione | Programmazione | Programmazione | Collocazione | Collocazione | Media auditel  | Media auditel |
| Edizione | Rete televisiva | Anno      | Stagione          | L              | M              | M              | G              | V              | S              | D              | Collocazione | Collocazione | Telespettatori | Share         |
| -------- | --------------- | --------- | ----------------- | -------------- | -------------- | -------------- | -------------- | -------------- | -------------- | -------------- | ------------ | ------------ | -------------- | ------------- |
| 1ª       | Canale 5        | 2000      | primavera         |                |                |                |                |                |                |                | Preserale    | Preserale    | 4 697 000      | 35,02%        |
| 2ª       | Canale 5        | 2000-2001 | autunno-primavera |                | Preserale      | Prima serata   | 4 491 000      | 30,98%         |                |                |              |              |                |               |
| 3ª       | Canale 5        | 2001-2002 | estate-primavera  | 3 984 000      | Preserale      | Prima serata   | 29,95%         |                |                |                |              |              |                |               |
| 4ª       | Canale 5        | 2002-2003 | autunno-primavera | 4 496 000      | Preserale      | Prima serata   | 28,23%         |                |                |                |              |              |                |               |
| 5ª       | Canale 5        | 2003-2004 | estate-primavera  | 5 278 000      | Preserale      | Prima serata   | 24,16%         |                |                |                |              |              |                |               |
| 6ª       | Canale 5        | 2004-2005 | autunno-primavera | 4 330 000      | Preserale      | Prima serata   | 33,37%         |                |                |                |              |              |                |               |
| 7ª       | Canale 5        | 2006      | inverno-primavera |                | Preserale      | Preserale      | 3 870 000      | 24,47%         |                |                |              |              |                |               |
| 8ª       | Canale 5        | 2006-2007 | autunno-primavera |                | Preserale      | Preserale      | 3 690 000      | 23,39%         |                |                |              |              |                |               |
| 9ª       | Canale 5        | 2007-2008 | autunno-primavera | 3 766 000      | Preserale      | Preserale      | 22,06%         |                |                |                |              |              |                |               |
| 10ª      | Canale 5        | 2008-2009 | estate-primavera  | 3 478 000      | Preserale      | Preserale      | 29,89%         |                |                |                |              |              |                |               |
| 11ª      | Canale 5        | 2009-2010 | estate-primavera  | 2 546 000      | Preserale      | Preserale      | 18,04%         |                |                |                |              |              |                |               |
| 12ª      | Canale 5        | 2010-2011 | estate-estate     | 1 904 000      | Preserale      | Preserale      | 14,89%         |                |                |                |              |              |                |               |
| 13ª      | Canale 5        | 2018-2019 | autunno-inverno   |                |                |                |                |                |                |                | Prima serata | Prima serata | 2 957 000      | 14,51%        |
| 14ª      | Canale 5        | 2020      | inverno           |                |                |                | 2 448 000      | 13,06%         |                |                | Prima serata | Prima serata |                |               |
| 15ª      | Canale 5        | 2020      | estate-autunno    |                |                |                | 1 841 000      | 9,97%          |                |                | Prima serata | Prima serata |                |               |

## Modalità di gioco

### Format originale (2000-2010, 2018-2020)
(frase detta dal conduttore come conferma della risposta data dal concorrente)
A ogni puntata vi sono dieci aspiranti concorrenti dei quali solo uno viene chiamato a giocare con Gerry Scotti (ogni concorrente ha una settimana di tempo per provare a entrare in gioco, fino al 2002 sono sempre 10 nuovi ogni puntata). Il concorrente viene scelto tramite la prova del dito più veloce, che consiste nel mettere quattro opzioni nell'ordine esatto secondo un criterio indicato, nel minor tempo possibile. Il più veloce viene chiamato a giocare per conquistare un milione di euro (un miliardo di lire dal 22 maggio 2000 al 1º dicembre 2001). Dal 30 marzo 2009 il gioco del dito più veloce viene eliminato e l'ordine dei concorrenti è stabilito dalla produzione del gioco.
Per vincere il montepremi il concorrente deve rispondere correttamente a 15 domande con quattro opzioni di risposta (indicate dalle lettere A, B, C, D), di valore e difficoltà crescente e senza limiti di tempo. Se dà una risposta sbagliata, viene eliminato e viene scelto un nuovo concorrente. Alcune domande costituiscono dei traguardi intermedi: una volta superati, in caso di risposta errata, il concorrente tornerà a casa con la cifra corrispondente al traguardo più vicino raggiunto. Dal 2000 al 2010 i traguardi erano due fissi (alla quinta e alla decima domanda), mentre dal 2018 al 2020 l'unico fisso è il primo (alla quinta domanda) mentre il secondo viene stabilito dai concorrenti tra la sesta e la quattordicesima domanda.
Se il concorrente è in difficoltà dopo aver preso visione della domanda, può decidere di ritirarsi e conservare il premio vinto, oppure ricorrere a tre aiuti (quattro tra il 2007 e il 2008 e dal 2018 al 2020), disponibili solo una volta a partita. Gli ultimi utilizzati sono:
- 50:50: presente sin dalla prima edizione, consente l'eliminazione di 2 risposte sbagliate da parte del computer, lasciando solo la risposta esatta e una rimanente sbagliata.
- Switch: usato dal 24 settembre 2007 al 14 dicembre 2008 come quarto aiuto e poi reintrodotto dal 22 gennaio al 5 novembre 2020 (in sostituzione dell'Aiuto del pubblico), permette di cambiare la domanda con un'altra di uguale valore e difficoltà ma di tutt'altro argomento.
- Aiuto dell'esperto: introdotto nella tredicesima edizione in sostituzione della Telefonata a casa, questo aiuto permette al concorrente di chiamare in gioco un suo amico o parente presente in studio, in aiuto su una determinata domanda.
- Chiedilo a Gerry: introdotto nella tredicesima edizione, con questo aiuto il conduttore esprime al concorrente il suo parere su quella che secondo lui era la risposta esatta.

Insieme al 50:50, altri due storici aiuti usati sin dalla prima edizione e successivamente rimossi erano:
- Telefonata a casa: rimosso dalla tredicesima edizione, permetteva al concorrente di effettuare una telefonata a un amico o un parente, della durata di 30 secondi, durante i quali chi veniva chiamato doveva cercare di suggerire al concorrente la risposta esatta, cercandola eventualmente su una fonte d'informazioni a sua disposizione.
- Aiuto del pubblico: rimosso dalla quattordicesima edizione, con questo aiuto la domanda veniva posta al pubblico, che, tramite un telecomando con 4 tasti corrispondenti alle lettere che indicavano le risposte, votava la risposta che riteneva corretta (un grafico in percentuali mostrava poi i risultati).

Al termine del tempo a disposizione suona una sirena che obbliga il concorrente a scegliere cosa fare con la domanda attuale in 30 secondi: tentare di rispondere, usando o meno un aiuto disponibile, oppure ritirarsi. Se, con o senza aiuto, risponde e indovina, torna a giocare nella puntata successiva.

### Format rischio (2010-2011)
Dal 6 settembre 2010 al 29 luglio 2011, venne adottato il Format rischio. Le regole erano identiche all'edizione classica, con la differenza che c'era un solo traguardo intermedio garantito, liberamente posizionabile dal concorrente tra la prima e la quattordicesima domanda, prima di iniziare la propria scalata. Per avere una vincita minima garantita, il concorrente doveva necessariamente raggiungere il traguardo da lui fissato altrimenti sarebbe tornato a casa a mani vuote (aveva comunque la possibilità di ritirarsi dal gioco anche senza aver raggiunto il traguardo). Gli aiuti a disposizione erano gli storici 50:50, Telefonata a casa e Aiuto del pubblico.

### Edizione straordinaria (2008-2009)
Nell'edizione straordinaria di Chi vuol essere milionario?, andata in onda dal 15 dicembre 2008 al 29 marzo 2009 e realizzata presso lo studio 11 del Centro di produzione Mediaset di Cologno Monzese, i concorrenti in gara erano sei e tutti quanti, prima o poi, prendevano parte al gioco. All'inizio di ogni nuova scalata (una sola per puntata) veniva formulata una domanda "curiosa" ai concorrenti, senza dare delle possibili risposte ma solo delle indicazioni, a partire dalle quali si doveva provare a dare una risposta. Chi indovinava poteva decidere in che ordine i sei partecipanti si sarebbero presentati alle domande. Ogni volta che nessuno indovinava, veniva confermata una sola indicazione tra le quattro proposte e venivano inseriti ulteriori indizi, da cui i concorrenti dovevano nuovamente cercare di capire la risposta esatta.
Una volta iniziata la partita, a turno i concorrenti dovevano rispondere alle 15 domande, avendo tuttavia, a differenza dell'edizione classica, un tempo limitato e molto ridotto a disposizione: 15 secondi per le domande da 500 a 3000 €, 30 secondi per quelle da 5000 € a 20000 € e 45 secondi per quelle da 30000 € a 1 000 000 €. Era disponibile un solo aiuto, il passo, che consentiva di cedere la domanda al concorrente successivo, il quale doveva necessariamente tentare di rispondere senza poter passare subito a sua volta la domanda. Chi indovinava proseguiva la scalata fino a quando non decideva di usare il passo, a sua disposizione a partire dalla seconda domanda che gli veniva posta, o fino a quando non sbagliava una risposta. L'unico traguardo presente era quello di 5 risposte esatte, corrispondente ai 3000 €.
Diversamente dalla versione classica, se la risposta risultava errata oppure non veniva data entro il tempo stabilito la partita non terminava, ma il montepremi massimo si riduceva di un livello, ovvero da una vincita massima di un milione si passava a una di 300000 €, e così via fino a un massimo di 20 000 €.
Inizialmente questa versione del gioco sarebbe dovuta terminare il 10 gennaio 2009 ma il successo ottenuto la portò a proseguire oltre. Nei giorni in cui vennero trasmesse le ultime puntate vi fu una richiesta da parte di numerosi telespettatori per un ritorno dell'edizione classica, pertanto l'edizione straordinaria terminò il 29 marzo 2009.

## Montepremi
Nel passaggio dalla lira all'euro la formula del gioco rimase invariata, ma l'importo della vincita venne riadattato alla nuova valuta raddoppiando di fatto la vincita massima, da circa mezzo milione a un milione di euro. Nel 2008 l'importo di alcune vincite cambiò e rimase invariato fino all'edizione di fine 2020. Nell'edizione straordinaria andata in onda dal 15 dicembre 2008 al 29 marzo 2009 il traguardo intermedio era solo quello dei 3000 €. Nell'edizione 2010-2011 il traguardo era unico e a scelta del concorrente, mentre dal 2018 al 2020 era previsto un traguardo fisso alla quinta risposta di 3000 € e un secondo a scelta del concorrente.
| Domanda | Valore        | Valore      | Valore      | Valore      | Valore      |
| Domanda | 2000-2001     | 2002-2007   | 2008-2010   | 2010-2011   | 2018-2020   |
| ------- | ------------- | ----------- | ----------- | ----------- | ----------- |
| 15ª     | L. 1 Miliardo | 1 Milione € | 1 Milione € | 1 Milione € | 1 Milione € |
| 14ª     | L. 500000     | 300000 €    | 300000 €    | 300000 €    | 300000 €    |
| 13ª     | L. 250000     | 150 000 €   | 150 000 €   | 150 000 €   | 150 000 €   |
| 12ª     | L. 125000     | 70 000 €    | 70 000 €    | 70 000 €    | 70 000 €    |
| 11ª     | L. 64000      | 35000 €     | 30000 €     | 30000 €     | 30000 €     |
| 10ª     | L. 32000      | 16000 €     | 20000 €     | 20 000 €    | 20 000 €    |
| 9ª      | L. 16000      | 8000 €      | 15000 €     | 15000 €     | 15000 €     |
| 8ª      | L. 8000       | 4000 €      | 10000 €     | 10000 €     | 10000 €     |
| 7ª      | L. 4000       | 2000 €      | 7000 €      | 7000 €      | 7000 €      |
| 6ª      | L. 2000       | 1000 €      | 5000 €      | 5000 €      | 5000 €      |
| 5ª      | L. 1000       | 500 €       | 3000 €      | 3 000 €     | 3 000 €     |
| 4ª      | L. 500000     | 300 €       | 2000 €      | 2000 €      | 2000 €      |
| 3ª      | L. 300000     | 200 €       | 1 500 €     | 1 500 €     | 1 500 €     |
| 2ª      | L. 200000     | 100 €       | 1000 €      | 1000 €      | 1000 €      |
| 1ª      | L. 100000     | 50 €        | 500 €       | 500 €       | 500 €       |

## Vincite importanti

### Italia
In Italia il montepremi massimo è stato vinto quattro volte.
- La prima avvenne nella puntata trasmessa il 18 marzo 2001, quando il montepremi era ancora in lire; a vincere fu Francesca Cinelli, originaria di Lamporecchio[22] (provincia di Pistoia).
- La seconda avvenne nella puntata trasmessa il 17 ottobre 2004 e fu ottenuta da Davide Pavesi, di Cerro al Lambro[23] (città metropolitana di Milano).
- La terza avvenne nella puntata trasmessa il 27 gennaio 2011 e fu ottenuta da Michela De Paoli, proveniente dalla provincia di Pavia[24].
- La quarta avvenne nella puntata trasmessa il 29 gennaio 2020 e fu ottenuta da Enrico Remigio, nato a Scafa (provincia di Pescara)[25].

### Resto del mondo
- Il 19 novembre 1999 avvenne la prima vincita milionaria in assoluto tra le tante edizioni internazionali di Chi vuol essere milionario?: John Carpenter, all'epoca un impiegato dell'Internal Revenue Service (l'ufficio imposte degli Stati Uniti d'America), all'edizione statunitense del quiz vinse 1 milione di dollari, usando ironicamente l'aiuto della telefonata a casa per l'ultima domanda solo per comunicare al padre Tom l'imminente vincita, conoscendo correttamente la risposta (quale presidente statunitense partecipò alla serie televisiva Laugh-in, ossia Richard Nixon)[26].
- Nell'edizione portoghese del maggio del 2000 avvenne la prima vittoria femminile nella storia del programma. La donna, Renata Morgado, vinse 50 000 000 escudos[27].
- Sempre negli Stati Uniti, per un breve periodo, è andata in onda una versione speciale del gioco, intitolata Who Wants To Be a Super Millionaire? (in italiano Chi vuol essere super milionario?), il cui premio finale consisteva in 10 milioni di dollari (circa 7,5 milioni di euro). Nonostante l'introduzione di due aiuti aggiuntivi, Three Wise Men (la consulenza di tre persone colte) e Double Dip (due tentativi di risposta alla stessa domanda), nessun concorrente è mai riuscito ad aggiudicarsi il premio multi-milionario[28].
- Nell'edizione trasmessa nel Regno Unito Judith Keppel, una cugina di Camilla Parker-Bowles, fu la prima concorrente a vincere il premio massimo di 1 milione di sterline (all'epoca circa 1,5 milioni di euro), rispondendo correttamente alla domanda finale che chiedeva quale re inglese si sposò con Eleonora d'Aquitania (ossia Enrico II d'Inghilterra)[29].

## Merchandising
Sull'onda del successo del programma sono stati creati vari videogiochi, giochi da tavolo, due giochi elettronici e un libro tratti da esso. Le versioni per PC, PlayStation e PlayStation 2 hanno la voce fuori campo del conduttore Gerry Scotti, sostituito da un'altra voce nel DVD interattivo e nelle versioni per Wii e Nintendo DS.
| Titolo | Piattaforma                                                     | Anno di uscita | Sviluppatore                                   |
| --- | --------------------------------------------------------------- | -------------- | ---------------------------------------------- |
| Chi vuol essere miliardario? | PC, PlayStation                                                 | 2001           | Eidos Interactive, Celador, HotHouse Creations |
| Chi vuol essere miliardario? - Dal famoso quiz televisivo                                                                       | Gioco in scatola                                                | 2001           | Hasbro                                         |
| Chi vuol essere miliardario? - Il gioco elettronico dal famoso quiz televisivo                                                  | Gioco in scatola elettronico                                    | 2001           | Hasbro                                         |
| Chi vuol essere milionario? - Seconda edizione                                                                                  | PC, PlayStation                                                 | 2002           | Eidos Interactive, Celador, HotHouse Creations |
| Chi vuol essere milionario? - Dal famoso quiz televisivo - 1ª edizione                                                          | Gioco in scatola                                                | 2002           | Hasbro                                         |
| Chi vuol essere milionario? - Il gioco elettronico dal famoso quiz televisivo                                                   | Gioco in scatola elettronico                                    | 2002           | Hasbro                                         |
| Chi vuol essere milionario? | DVD interattivo                                                 | 2004           | Zoo Digital Publishing, Universal              |
| Chi vuol essere milionario? Junior                                                                                              | Gioco da tavolo                                                 | 2004           | Hasbro                                         |
| Chi vuol essere milionario? Advance                                                                                             | Game Boy Advance                                                | 2005           | Celador, HotHouse Creations                    |
| Chi vuol essere milionario? Party edition                                                                                       | PlayStation 2, PC, PlayStation Portable                         | 2006           | Eidos Interactive, Celador, Climax Studios     |
| Chi vuol essere milionario? 1ª Edizione                                                                                         | Wii, Nintendo DS                                                | 2007           | Ubisoft                                        |
| Chi vuol essere milionario? 2ª Edizione                                                                                         | Wii, Nintendo DS                                                | 2008           | Ubisoft                                        |
| Chi vuol essere milionario? - Dal famoso quiz televisivo - 2ª edizione                                                          | Gioco da tavolo                                                 | 2008           | Hasbro                                         |
| Chi vuol essere milionario? | Libro                                                           | 2009           | Arnoldo Mondadori Editore                      |
| Chi vuol essere milionario? | iOS, Windows Phone                                              | 2010           | Mediaset, 2waytraffic                          |
| Chi vuol essere milionario? - Dal famoso quiz televisivo - 3ª edizione                                                          | Gioco da tavolo                                                 | 2010           | Hasbro                                         |
| Chi vuol essere milionario? 2011                                                                                                | iOS                                                             | 2011           | Mediaset, 2waytraffic                          |
| Chi vuol essere milionario? 2012                                                                                                | Android                                                         | 2012           | Mediaset, 2waytraffic                          |
| Chi vuol essere milionario? - Le edizioni speciali                                                                              | PlayStation 3, Xbox 360, PC                                     | 2011-2012      | 2waytraffic, DoubleSix, Deep Silver            |
| Chi vuol essere milionario? (1ª edizione, 2ª edizione, 3ª edizione, 4ª edizione, Celebrità, 10º anniversario, 2011, 2012, 2013) | Java                                                            | 2004-2013      | Glu Mobile                                     |
| Chi vuol essere milionario? - 20º anniversario - Il gioco ufficiale                                                             | Gioco da tavolo                                                 | 2019           | Ravensburger                                   |
| Chi vuol essere milionario? | PlayStation 4, Nintendo Switch, Xbox One, PC/Mac, PlayStation 5 | 2020-2021      | Appeal Studios                                 |
| Chi vuol essere milionario? - Il Torneo - Il gioco ufficiale                                                                    | Gioco da tavolo                                                 | 2025           | Ravensburger                                   |

Nota: nelle versioni inglese, russa, australiana, tedesca, olandese, francese e americana del DVD interattivo, sono fisicamente presenti i rispettivi conduttori. Nella versione italiana invece il conduttore è sostituito dal logo e da una voce fuori campo che però non è quella di Gerry Scotti. Anche le versioni inglese e francese per Wii e Nintendo DS presentano i rispettivi conduttori.

## Nel cinema e nella televisione
Nel film The Millionaire del 2008, il protagonista è Jamal, un ragazzo di Mumbai cresciuto per strada, che partecipa al quiz Chi vuol essere milionario? e riesce a vincere il premio finale di 20 milioni di rupie (quasi 310000 €).
Nel film Il mio migliore amico del 2006, uno dei due protagonisti partecipa all'edizione francese di Chi vuol essere milionario? e vince un milione di euro grazie alla telefonata fatta all'altro protagonista del film in occasione della domanda finale.
Ne Il milionario, ultima puntata della serie televisiva italiana I liceali 3, trasmessa da Canale 5 il 6 luglio 2011, il professore di matematica Enea Pannone, accompagnato da Jamal Kira, lo studente indiano a cui è molto legato, supera la prova del "Dito più veloce" di Chi vuol essere milionario? e risponde correttamente alla domanda da 300000 €, la penultima, per poi decidere di fermarsi a questo punto, nonostante i tre aiuti siano ancora inutilizzati. Pannone giustifica questa scelta come una forma di affetto e rispetto nei confronti dei propri allievi. Al ritorno a casa, alla stazione di Roma, Pannone viene accolto come un eroe dai suoi studenti.
Il gioco viene citato due volte sulle pagine di Topolino sui numeri 3039 e 3227, pur non avendo una storia propria ma essendo agganciato ad altre storie.
Nell'episodio Il giorno dello sciacallino de I Simpson Boe Szyslak partecipa al gioco Me wantee! (Si sgancia! nella versione italiana), riferimento ironico al programma, dove risponde esattamente a una domanda da mezzo milione di dollari usando la telefonata a casa.
Nell'episodio Il grande Da Vinci di Futurama Philip J. Fry partecipa al gioco (intitolato ironicamente "Chi osa diventare milionario?") ma perde subito sbagliando alla prima domanda.
Nel 2020 ITV ha realizzato la miniserie di tre episodi Quiz, basata su una storia vera, che racconta la vicenda di Charles Ingram, che ha vinto un milione di sterline, barando con l'aiuto della moglie e di un altro concorrente. Tale truffa è stata citata anche nel libro Le dodici domande che ha ispirato il film di Boyle.

## Errori
Nella versione italiana del programma, la concorrente Carla Cogo, di Genova, che aveva partecipato al quiz nel gennaio 2006 venendo eliminata, poté tornare in gioco nella puntata del 28 febbraio 2007 a causa di un errore da parte degli autori. La domanda con la quale la Cogo aveva perso la partita, la numero 10, proponeva quattro affermazioni riguardanti il romanzo I promessi sposi di Alessandro Manzoni e chiedeva quale fosse falsa. La concorrente rispose che l'affermazione falsa era "Renzo non contraeva la peste", risposta che al momento venne considerata errata. Fu poi verificato che Manzoni, in un breve passaggio, afferma che Renzo contrae la peste per poi guarire. Poiché la risposta data dalla concorrente era effettivamente giusta, la Cogo venne riammessa in gara potendo utilizzare gli aiuti della telefonata a casa e del pubblico, che non aveva utilizzato nella sua precedente scalata.
Un episodio simile si verificò nella puntata italiana dell'8 giugno 2011, quando a un concorrente venne domandato chi vinse un Premio Nobel per la pace fra Giovanni Paolo II, Giovanni XXIII, Madre Teresa di Calcutta e il Dalai Lama. La risposta data per corretta è stata Madre Teresa di Calcutta, che vinse il Nobel per la pace nel 1979, ma pure il Dalai Lama lo vinse, nel 1989. Era stata quindi posta una domanda con due risposte corrette, fatto contrario alle regole stesse del gioco.

## Chi vuol essere milionario?nel mondo

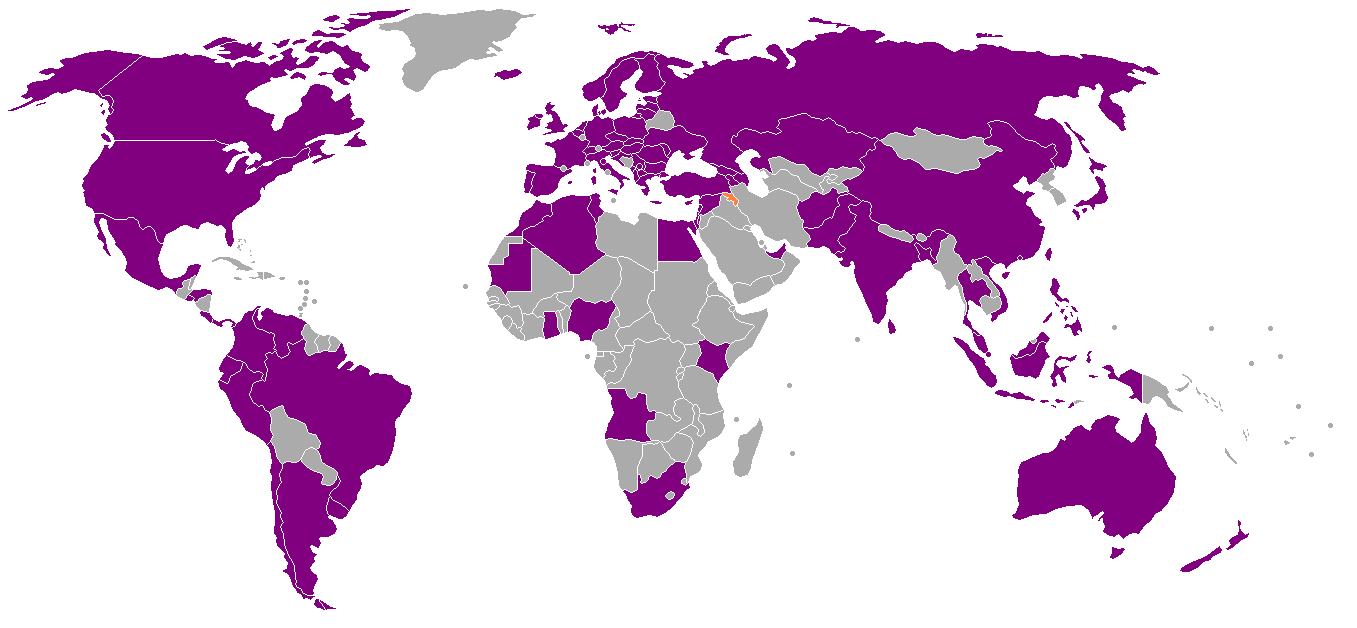
Planisfero in cui sono evidenziati i paesi dove è stato trasmesso un programma che sfrutta il format di Chi vuol essere milionario?

Il quiz è trasmesso in moltissimi paesi, tra cui:
| Paese                          | Titolo | Conduttore | Rete | Anni di trasmissione                            |
| ------------------------------ | --- | --- | --- | ----------------------------------------------- |
| Regno Unito (format originale) | Who Wants to Be a Millionaire? | - Chris Tarrant (1998-2014) - Jeremy Clarkson (dal 2018) | ITV | 1998-2014, dal 2018                             |
| Australia                      | - Who Wants to Be a Millionaire? (1999-2007) - Who Wants to Be a Millionaire? Hot Seat (2009-2023)                                               | Eddie McGuire | Nine Network | 1999-2023                                       |
| Germania                       | Wer wird Millionär? | Günther Jauch | RTL | dal 1999                                        |
| Finlandia                      | Haluatko miljonääriksi? | - Lasse Lehtinen (1999-2005) - Ville Klinga (2005-2007) - Jaajo Linnonmaa (dal 2016) | - Nelonen (1999-2005, dal 2016) - MTV3 (2005-2007)                                                                           | 1999-2005, 2005-2007, dal 2016                  |
| Paesi Bassi                    | - Lotto Weekend Miljonairs (1999-2008, 2011) - BankGiro Miljonairs (2019-2021) - VriendenLoterij Miljonairs (dal 2021)                           | - Robert ten Brink (1999-2008, 2019) - Jeroen van der Boom (2011) | - SBS 6 (1999-2006, 2011) - RTL 4 (2006-2008, dal 2019)                                                                      | 1999-2008, 2011, dal 2019                       |
| Polonia                        | Milionerzy | Hubert Urbański | TVN | 1999-2003, 2008-2010, dal 2017                  |
| Russia                         | - О’Счастливчик! (1999-2001) - Кто хочет стать миллионером? (dal 2001)                                                                           | - Yulianna Karaulova (dal 2023) - Dimitry Dibrov (1999-2001, 2008-2022) - Maxim Galkin (2001-2008)                                                                                                 | - NTV (1999—2001) - Pervyi Kanal (dal 2001)                                                                                  | dal 1999                                        |
| Spagna                         | - 50 por 15: ¿Quiere ser millonario? (1999-2001) - ¿Quién quiere ser millonario? (2005-2009, dal 2020) - ¿Quién quiere ser el millonario? (2012) | - Carlos Sobera (1999-2001, 2005-2008) - Antonio Garrido (2009) - Nuria Roca (2012) - Juanra Bonet (dal 2020)                                                                                      | - Telecinco (1999-2001) - Antena 3 (2005-2009, 2020-2022) - La Sexta (2012, 2024)                                            | 1999-2001, 2005-2009, 2012, 2020-2022, dal 2024 |
| Stati Uniti                    | Who Wants to Be a Millionaire? | - Regis Philbin (1999-2002, 2004, 2009) - Meredith Vieira (2002-2013) - Cedric the Entertainer (2013-2014) - Terry Crews (2014-2015) - Chris Harrison (2015-2019) - Jimmy Kimmel (2020-2021, 2024) | - ABC (1999-2002, 2004, 2009, 2020-2021, 2024) - Syndication (2002-2019)                                                     | 1999-2021, 2024                                 |
| Austria                        | - Alles ist möglich – Die 10-Milionenshow (2000) - Die Millionenshow (dal 2000)                                                                  | - Rainhard Fendrich (2000) - Barbara Stöckl (2000-2002) - Armin Assinger (dal 2002) | ORF 2 | dal 2000                                        |
| Francia                        | Qui veut gagner des millions? | - Jean-Pierre Foucault (2000-2016, 2019) - Camille Combal (2019-2020) - Arthur (2024) | TF1 | 2000-2016, 2019-2020, 2024                      |
| Giappone                       | クイズ$ミリオネア (Quiz $ Millionaire) | Mino Monta | Fuji TV | 2000-2013                                       |
| Italia                         | - Chi vuol essere miliardario? (2000-2001) - Chi vuol essere milionario? (dal 2002)                                                              | Gerry Scotti | Canale 5 | 2000-2011, 2018-2020                            |
| Norvegia                       | Vil du bli milionær? | - Arve Juritzen (2000) - Frithjov Wilborn (2000-2007) - Sarah Natasha Melbye (2008-2011) | TV 2 | 2000-2011                                       |
| Portogallo                     | Quem quer ser millonário? | - Carlos Cruz (gennaio-maggio 2000) - Maria Elisa Domingues (2000-2001) - Diogo Infante (gennaio-aprile 2001) - Jorge Gabriel (2003-2008) - Manuela Moura Guedes (2013-2015)                       | RTP1 | 2000-2008, 2013-2015                            |
| Romania                        | - Vrei să fii miliardar? (2000-2003) - Vrei să fii milionar? (2011-2012, 2014, 2018-2019)                                                        | - Virgil Lanțu (2000-2003, 2011-2014) - Teo Trandafir (dal 2018) | - Kanal D (2011-2012, 2018-2019) - Prima TV (2014)                                                                           | 2000-2003, 2011-2012, 2014, 2018-2019           |
| Slovacchia                     | Milionár | - Martin Nikodým (2000-2007) - Iveta Malachovská (2007-2008) | - TV Markiza - Jednotka | 2000-2008                                       |
| Bulgaria                       | Стани Богат | - Niki Kanchev (2001-2014, dal 2024) - Mihail Bilalov (2018-2023) | - Nova TV (2001-2014) - BNT 1 (2018-2020) - bTV (dal 2021)                                                                   | 2001-2014, dal 2018                             |
| Croazia                        | Tko želi biti milijunaš | Tarik Filipović | HRT 1 | 2002-2010, dal 2019                             |
| Serbia                         | Želite li da postanete milioner? | Ivan Zeljković | - BKTV (2002-2006) - B92 (2007-2009) - Nacionalna/Syndicated (2010) - Prva Srpska Televizija (2010-2011) - Nova S (dal 2022) | 2002-2011, dal 2022                             |
| Albania                        | Kush do të bëhet milioner? | - Veton Ibrahimi (2008-2009) - Fehmi Ferati (2009-2010) - Agron Llakaj (2010-2012) - Enkel Demi (2014)                                                                                             | - RTK1 (2008-2012) - Alsat (2008-2012) - TV Klan (2011-2012) - RTSH (2014)                                                   | 2008-2014                                       |
| Turchia                        | Kim Milyoner Olmak İster? | - Kenan Işık (2011-2014) - Selçuk Yöntem (2014–2017) - Murat Yıldırım (2017–2019) - Kenan İmirzalıoğlu (2019–2024) - Oktay Kaynarca (2024–)                                                        | ATV | dal 2011                                        |

## Ascolti TV in prima serata

### Seconda edizione (2001)
| Puntata | Messa in onda    | Ascolti        | Ascolti |
| Puntata | Messa in onda    | Telespettatori | Share   |
| ------- | ---------------- | -------------- | ------- |
| 1       | 7 gennaio 2001   | –              | –       |
| 2       | 14 gennaio 2001  | 7 538 000      | 28,29%  |
| 3       | 21 gennaio 2001  | 7 298 000      | 28,06%  |
| 4       | 28 gennaio 2001  | 7 703 000      | 29,07%  |
| 5       | 4 febbraio 2001  | 7 805 000      | 29,96%  |
| 6       | 11 febbraio 2001 | –              | –       |
| 7       | 18 febbraio 2001 | –              | –       |
| 8       | 25 febbraio 2001 | –              | –       |
| 9       | 4 marzo 2001     | –              | –       |
| 10      | 11 marzo 2001    | –              | –       |
| 11      | 18 marzo 2001    | 8 908 000      | 34,50%  |
| 12      | 25 marzo 2001    | 6 873 000      | 26,87%  |
| 13      | 1º aprile 2001   | –              | –       |
| 14      | 8 aprile 2001    | –              | –       |
| 15      | 15 aprile 2001   | –              | –       |

### Tredicesima edizione (2018-2019)
| Puntata | Messa in onda    | Ascolti        | Ascolti |
| Puntata | Messa in onda    | Telespettatori | Share   |
| ------- | ---------------- | -------------- | ------- |
| 1       | 7 dicembre 2018  | 3 984 000      | 19,40%  |
| 2       | 14 dicembre 2018 | 3 267 000      | 16,40%  |
| 3       | 21 dicembre 2018 | 3 397 000      | 17,48%  |
| 4       | 28 dicembre 2018 | 3 510 000      | 16,30%  |
| 5       | 11 gennaio 2019  | 2 971 000      | 13,80%  |
| 6       | 18 gennaio 2019  | 2 941 000      | 13,90%  |
| 7       | 25 gennaio 2019  | 3 034 000      | 14,40%  |
| 8       | 1º febbraio 2019 | 2 960 000      | 13,50%  |
| 9       | 21 febbraio 2019 | 2 312 000      | 11,90%  |
| 10      | 28 febbraio 2019 | 2 535 000      | 13,70%  |
| 11      | 7 marzo 2019     | 2 211 000      | 11,30%  |
| 12      | 14 marzo 2019    | 2 357 000      | 12,10%  |

### Quattordicesima edizione (inizio 2020)
| Puntata | Messa in onda    | Ascolti        | Ascolti |
| Puntata | Messa in onda    | Telespettatori | Share   |
| ------- | ---------------- | -------------- | ------- |
| 1       | 22 gennaio 2020  | 2 720 000      | 14,60%  |
| 2       | 29 gennaio 2020  | 3 322 000      | 17,40%  |
| 3       | 12 febbraio 2020 | 2 225 000      | 12,90%  |
| 4       | 19 febbraio 2020 | 2 251 000      | 12,20%  |
| 5       | 26 febbraio 2020 | 2 156 000      | 11,01%  |
| 6       | 4 marzo 2020     | 2 013 000      | 10,30%  |

### Quindicesima edizione (fine 2020)
| Puntata | Messa in onda     | Ascolti        | Ascolti |
| Puntata | Messa in onda     | Telespettatori | Share   |
| ------- | ----------------- | -------------- | ------- |
| 1       | 10 settembre 2020 | 2 021 000      | 11,60%  |
| 2       | 17 settembre 2020 | 1 867 000      | 10,90%  |
| 3       | 22 settembre 2020 | 1 840 000      | 10,20%  |
| 4       | 1º ottobre 2020   | 1 820 000      | 9,90%   |
| 5       | 8 ottobre 2020    | 1 978 000      | 10,50%  |
| 6       | 15 ottobre 2020   | 1 974 000      | 10,01%  |
| 7       | 22 ottobre 2020   | 1 622 000      | 8,80%   |
| 8       | 29 ottobre 2020   | 1 636 000      | 8,90%   |
| 9       | 5 novembre 2020   | 1 812 000      | 8,92%   |